# Квакварини, Альфредо Хосе
Альфредо Хосе Квакварини (итал. Alfredo José Quaquarini, 29 марта 1952) — аргентинский хоккеист (хоккей на траве), полевой игрок.

## Биография
Альфредо Квакварини родился 29 марта 1952 года.
Играл в хоккей на траве за «Кильмес» из Буэнос-Айреса.
В 1968 году вошёл в состав сборной Аргентины по хоккею на траве на Олимпийских играх в Мехико, занявшей 14-е место. Играл в поле, провёл 5 матчей, мячей не забивал.
В 1972 году вошёл в состав сборной Аргентины по хоккею на траве на Олимпийских играх в Мюнхене, занявшей 14-е место. Играл в поле, провёл 8 матчей, забил 3 мяча (по одному в ворота сборных Бельгии, ФРГ и Испании).
В 1976 году вошёл в состав сборной Аргентины по хоккею на траве на Олимпийских играх в Монреале, занявшей 11-е место. Играл в поле, провёл 6 матчей, мячей не забивал.
Трижды выигрывал золотые медали на Панамериканских играх в 1971 году в Кали, в 1975 году в Мехико, в 1979 году в Сан-Хуане.